# Liston (Corfou)
Pour les articles homonymes, voir Liston.
Liston (en grec moderne : Λιστόν) est une rue piétonne et un quartier à l'extrémité de la place Spianáda dans la ville de Corfou sur l'île de Corfou en Grèce.

## Histoire
Elle a été construite pendant l'occupation française des îles Ioniennes (1807-1814) avec des arcades sur toute sa longueur, sur le modèle de la rue de Rivoli à Paris. C'est l'un des sites les plus populaires de la ville. Son nom vient du vénitien liston.
La réalisation des arcades du Liston est assurée par le Commissaire Impérial, chargé des affaires civiles : Mathieu de Lesseps (1771-1832), le père de Ferdinand.

## Galerie

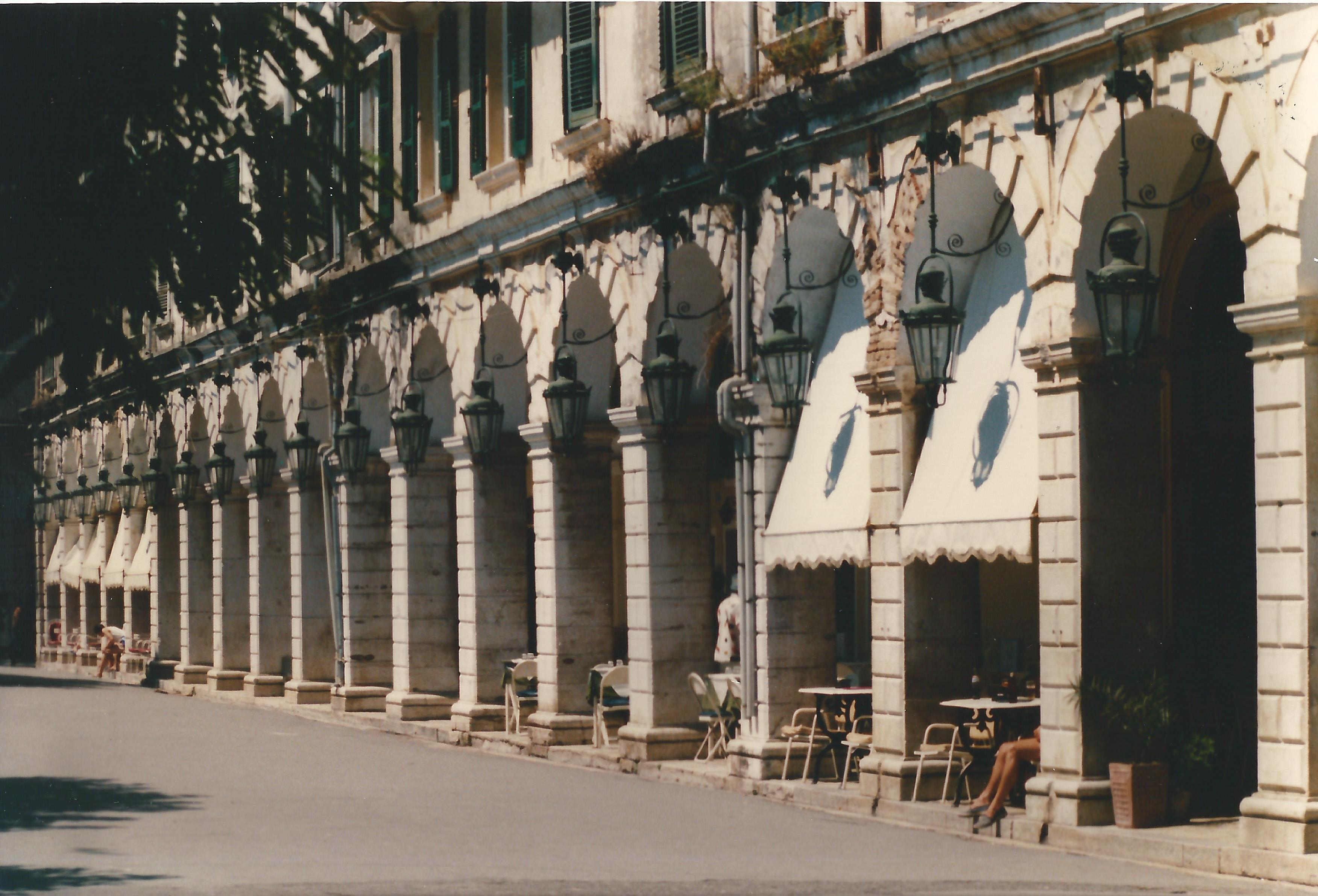
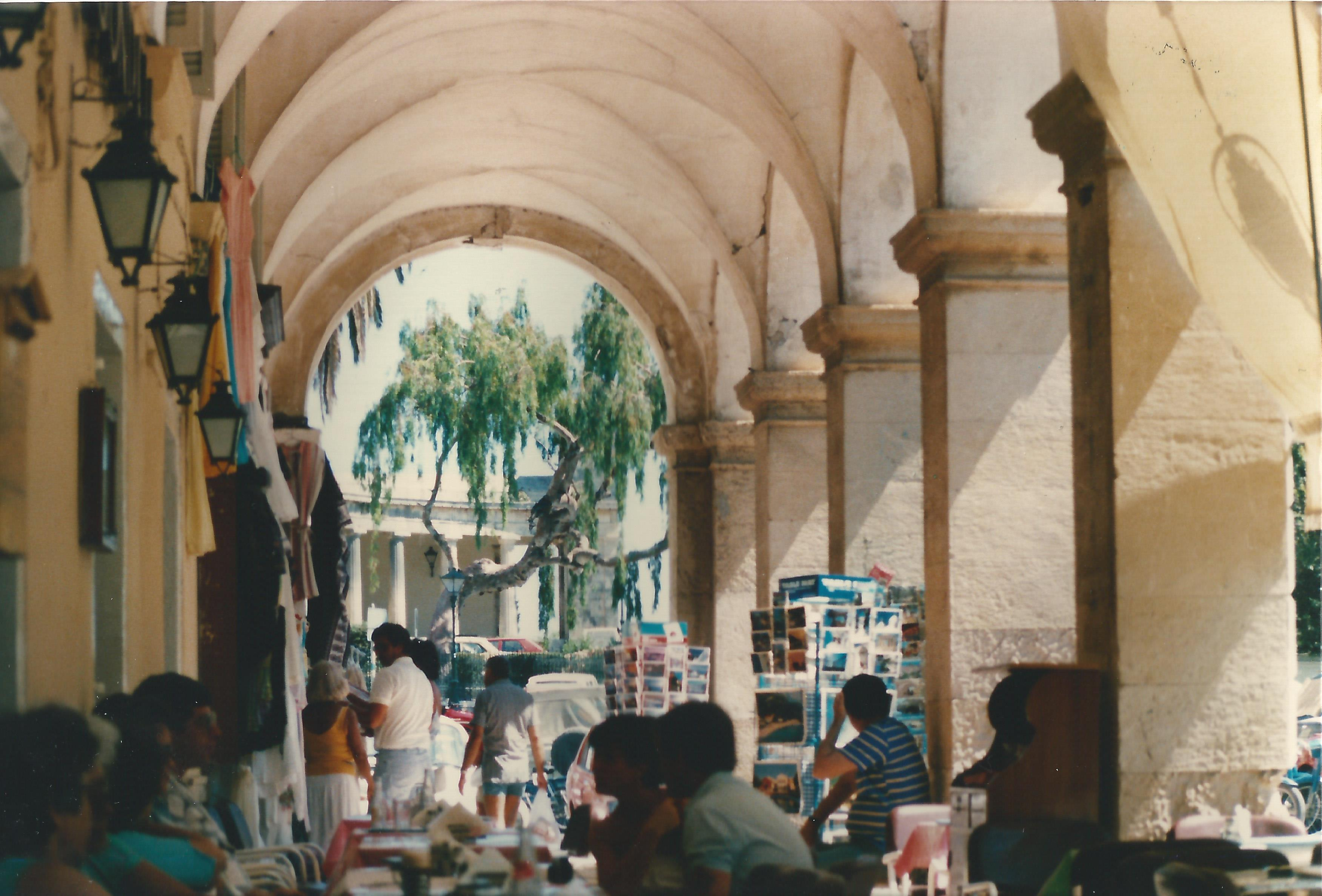
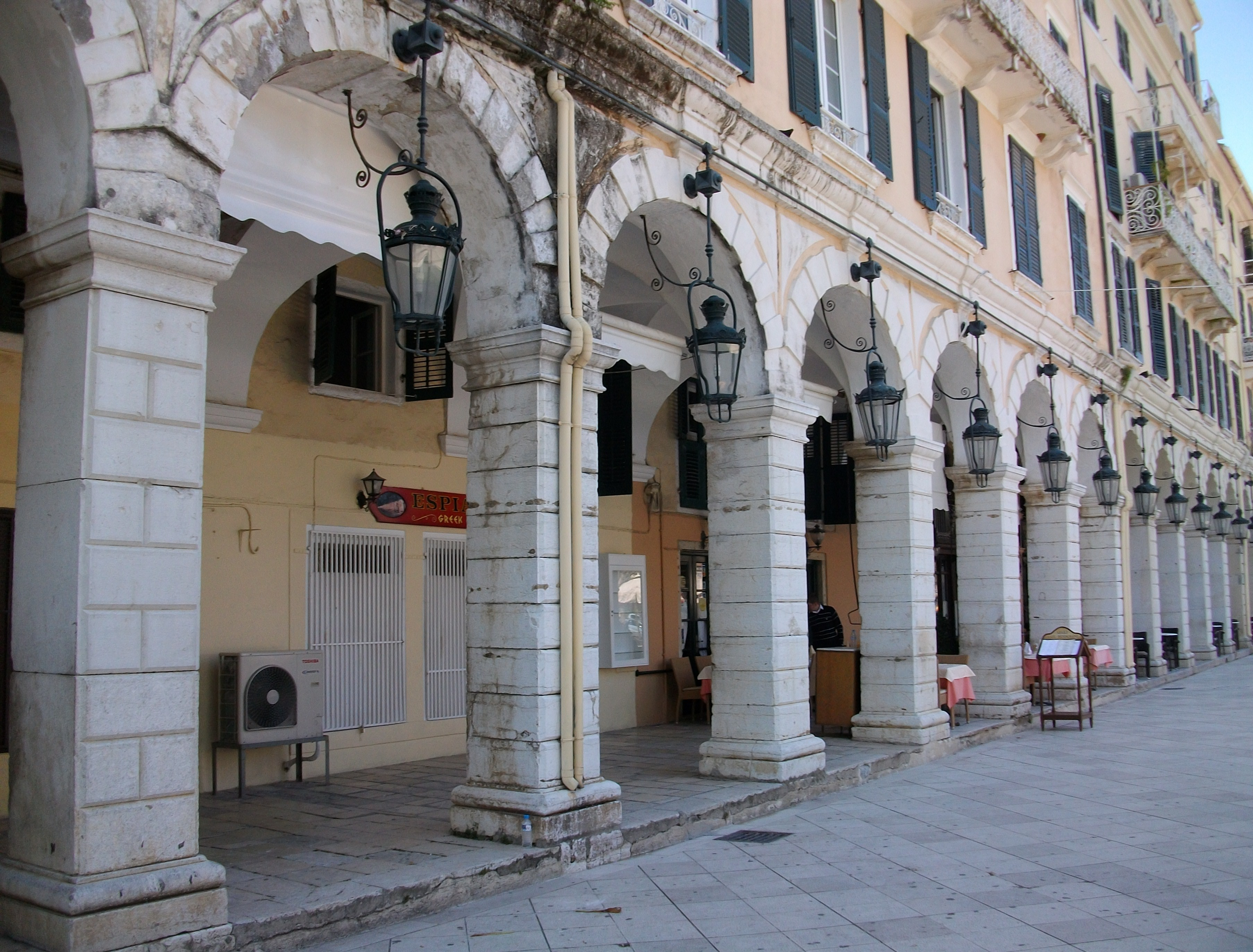

## Résidents
- Dionýsios Solomós : poète grec.

## Source de traduction
- (en) Cet article est partiellement ou en totalité issu de l’article de Wikipédia en anglais intitulé « Liston (Corfu) » (voir la liste des auteurs).